# Szabó Ferenc (jezsuita szerzetes)
Szabó Ferenc (Kálócfa, 1931. február 4. – 2022. október 3.) jezsuita szerzetes, teológus, tanár, költő, publicista, rádióműsor-szerkesztő, a Távlatok c. folyóirat főszerkesztője, A Szív folyóirat szerkesztőbizottságának tagja.

## Élete, tanulmányai
A Zala vármegyei Kálócfán született 1931-ben. 1950-ben érettségizett, majd egy-egy évet az egri és a szombathelyi szemináriumban töltött. 1953-ban belépett a jezsuita rendbe. Francia és magyar irodalmat tanult Budapesten az Idegen Nyelvek Főiskoláján, majd az Eötvös Loránd Tudományegyetemen. Az 1956-os forradalmat közvetlen közelről megélte, mert a jezsuiták rendháza, ahol lakott már akkor is Budapest szívében, a Szentkirályi utcában volt. Elöljárói kérésére távozott az országból ugyanez év novemberében. Rendi tanulmányait a Leuven melletti eegenhoveni főiskolán végezte 1957 és 1963 között. 1962-ben szentelték pappá Brüsszelben. 1966-ban teológiai doktorátust szerzett Párizsban az Institut Catholique-on. Tézise: Le Christ créateur chez Saint Ambroise (Róma, 1968). 1992-ben jött haza Magyarországra és élete végéig írt és tanított.

## Munkássága
1967-től a Vatikáni Rádió magyar műsorának szerkesztője volt egy negyed századon át. Római évei alatt rádiós szerkesztőként és magyar nyelvű, filozófiai, teológiai és irodalmi ihletettségű munkáival a nyugati szakirodalomtól elzárt hazai hallgatók és olvasók számára hozzáférhetővé tette a kortárs szellemi élet legértékesebb irányzatait (Teológiai kiskönyvtár sorozat), és evvel rendkívül fontos kultúrmissziót töltött be. 1992-ben tért haza Magyarországra, akkor lett a Távlatok című negyedéves folyóirat főszerkesztője. 1993 és 1994 között a Magyar Rádió Felügyelőbizottságának tagja volt. 1994-től a Magyar Püspöki Kar médiabizottságának tagja. 2000-től 2005-ig a Pázmány Péter Katolikus Egyetemen óraadó volt a kommunikáció szakon („Kereszténység és kultúra”).
Rendkívül termékeny író, az 1970-es évektől kezdődően alig volt olyan év, amelyben ne jelent volna meg könyve vagy verseskötete. Nevéhez számtalan filozófiai, teológiai, irodalomkritikai tanulmány, műfordítás és vers fűződik itthon és külföldön is.
Verseket már 1950-től kezdődően írt és Tűz Tamástól bátorító kritikákat kapott; ám amikor a jezsuita rendbe belépett, elöljárói tanácsára hirtelen abbahagyta a költészetet (Őszi ámulat, fülszöveg), és első verseskötetét csak 1982-ben adta ki Rómában.
Hetvenedik születésnapja (2001) alkalmából II. János Pál pápa táviratban köszöntötte, kiemelve odaadó szolgálatát a Vatikáni Rádió magyar adásának élén.
A váci Apor Vilmos Katolikus Főiskola óraadó tanára volt. Krisztológiai ismereteket tanított.

## Díjai, kitüntetései
- Pro Cultura Hungarica díj ill. emlékplakett (1991)
- Illyés Gyula-díj (1996)
- Stephanus-díj (2001)
- Táncsics Mihály-díj (2002)
- Doctor of Literature (2003)
- Pro Cultura Christiana-díj (2008)
- Magyar Örökség díj (2011)
- Hit Pajzsa Díj (2019)

## Könyvei, publikációi
- Mai írók és gondolkodók; Collegium Hungaricum, Louvain, 1965
- Teilhard de Chardin. Bevezetés Az Isteni Miliő-höz; Ahogy lehet, Párizs-Bécs, 1965
- Távlatok. Irodalmi és világnézeti tanulmányok; szerzői kiadás, Róma, 1970
- Henri de Lubac az egyházról; szerzői kiadás, Róma, 1972
- Isten barátai. Hitünk korszerű bemutatása; szerzői kiadás, Róma, 1973
- Az ember és világa, szerzői kiadás, Róma, 1974
- Párbeszéd a hitről – Tanulmányok és megemlékezések, szerzői kiadás, Róma, 1975
- H. de Lubac – Y. Congar – Mai teológusok 1., Róma, 1976
- Miért élünk, miért hiszünk? – Miért élünk, miért hiszünk?, szerzői kiadás, Róma, 1977
- Jézus Krisztus megközelítése, Róma, 1978
- A rejtett Isten útjain – Párbeszéd a hitről, Róma, 1980
- Karl Rahner – Mai teológusok 2., Róma, 1981
- Jelek az éjszakában – Tanulmányok és új versek, Róma, 1983
- Uram, irgalmazz! – A Jézus Szíve-litánia Prokop Péter képeivel és Szabó Ferenc elmélkedéseivel, Róma, 1983
- Életfordulókra – Bevezetés a kereszténységbe, Róma, 1986
- Lélekben és igazságban – Tanulmányok és vallomások, Róma, 1986
- Mielőtt szürkülnek a színek – Szabó Ferenc versei – Triznya Mátyás akvarelljei, Róma, 1987
- Az emmauszi úton – Hitünk megalapozása, Róma, 1987
- Szomjúság-forrás – Olvasónapló, versek és tanulmányok, Római Kat. Plébánia, Mezőhegyes, 1989
- A teológus Pázmány – A grazi «theologia scholastica» Pázmány művében, Róma, 1990
- Napfogyatkozás – Kereszténység és modernség – Eszmetörténeti tanulmányok, Róma, 1991
- Hiszek tebenned – Bevezetés a kereszténységbe, Róma, 1992
- Zsoltárhangon – Zsoltárfordítások és parafrázisok, válogatott és új versek, Szt. István Társulat, Budapest, 1993
- »Csillag után« – Istenkeresés a modern irodalomban – Válogatott tanulmányok, Távlatok Szerkesztősége, Budapest, 1995
- Szomjazod hogy szomjúhozzalak – Válogatott versek, Jézus Társasága, Budapest, 1995
- Jézus Krisztus – Bevezetés a krisztológiába, Agapé Kft.-Ferences Nyomda és Kiadó-Távlatok Szerk., Szeged-Budapest, 1996
- Két végtelen között – Pascaltól Teilhard de Chardinig – Naplójegyzetek és tanulmányok, Távlatok-Korda, Budapest-Kecskemét, 1999
- De Profundis, Agapé Kft., Szeged, 2000
- Keresztények az ezredfordulón, Távlatok, Budapest, 2001
- Tajtékzó idő – Új versek, Távlatok-Szent Gellért Kiadó és Nyomda, Budapest, 2003
- Keresztény gondolkodók a XX. században, Agapé Kft., Szeged–Budapest, 2004
- Kegyelem, győzelem, szerzői kiadás, 2005
- Prohászka Ottokár időszerűsége – Újabb tanulmányok Prohászkáról, Kairosz Kiadó, Budapest, 2006
- Arcodat keresem – Az élő Isten és az élet kultúrája felé, Kairosz kiadó, 2008
- Mindennap hazajöttem – Szabó Ferenccel beszélget Sághy Marianne, Magyarnak lenni sorozat LII. kötet, Kairosz Kiadó, 2009
- Molnár Antal–Szabó Ferenc: Bangha Béla sj emlékezete; JTMR, Budapest, 2010
- Prohászka Ottokár élete és műve, 1858–1927; Szt. István Társulat, Budapest, 2010
- Az ember és világa; MMSZ, Budapest, 2011 (Máltai könyvek)
- Új távlatok. Eszmék és művek mérlegen. Válogatott irodalmi, művelődéstörténeti és teológiai tanulmányok; Éghajlat, Budapest, 2011
- Krisztus és egyháza Pázmány Péter életművében; L'Harmattan, Budapest, 2012 (Pázmány irodalmi műhely. Tanulmányok)
- A Vatikán keleti politikája közelről. Az Ostpolitik színe és visszája; L'Harmattan, Budapest, 2012 (Jezsuita könyvek. Isten és tudomány)
- Élő évgyűrűk. Naplórészletek, találkozások, arcélek. Szabó Ferenc SJ emlékezése; s.n., Budapest, 2013
- Paul Claudel és konvertita barátai. Válogatás Claudel műveiből; Szt. István Társulat, Budapest, 2013
- Istenkeresők és megtérők. A XX. század konvertitái; Szent Gellért, Budapest, 2014
- "Krisztus fénye". Bevezetés Henri de Lubac SJ életművébe; Jézus Társasága Magyarországi Rendtartománya, Budapest, 2014 (Jezsuita könyvek Isten és tudomány)
- Házasság és család Krisztus fényében; Jezsuita, Budapest, 2015 (Jezsuita könyvek. Isten és tudomány)
- Szabadon és hűségesen Krisztusban. Szerelem, házasság, család, keresztény szemmel; Szent Gellért, Budapest, 2015
- A Vatikán keleti politikája közelről. Az Ostpolitik színe és visszája; Jezsuita, Budapest, 2015 (Jezsuita könyvek Isten és tudomány)
- "Örömben éltem – köszönöm!". Egy jezsuita hivatás története. A 85 éves Szabó Ferenc SJ emlékezése; Jezsuita, Budapest, 2016 (Jezsuita könyvek. Arcélek)
- Találkozások. Barátok és mesterek; Szt. István Társulat, Budapest, 2016
- Katolikus-protestáns hitviták és egyetértés a megigazulás tanában. Pázmánytól az evangélikus-katolikus Közös Nyilatkozatig; Szt. István Társulat, Budapest, 2016
- A szeretet szentsége. Régi és új az Eucharisztiáról; Agapé, Szeged, 2017 (Scientia Christiana)
- Világító emberek, időszerű művek. Válogatott tanulmányok; JTMR–Távlatok, Budapest, 2018
- Virág után gyümölcs. Feljegyzések, emlékezések. Kiegészítés az Élő évgyűrűk című emlékezésemhez, 2013; s.n., Budapest, 2017
- Reformáció és katolikus megújulás. Válogatott Pázmány-tanulmányok; Szt. István Társulat, Budapest, 2018
- Az élő Isten felé. Naplójegyzetek; JTMR–Távlatok, Budapest, 2018
- "Hitünk szent titka". Dienes Valéria az Eucharisztia erőterében. Eszméletcsere; JTMR–Távlatok, Budapest, 2019
- A tenger és a tűz. Válogatott versek, olasz, angol és francia fordításban is; JTMR–Távlatok, Budapest, 2019
- Az isteni erőtérben. Emlékezés, olvasónapló, eszmélődés, tanulmányok; JTMR–Távlatok, Budapest, 2020
- Viharban. Egyházunk az ezredforduló után; Új Ember–Magyar Kurír, Budapest, 2021
- Hétszáz év után. Dante Alighieri (1265–1321). Dante hite és teológiája – mai szemmel; JTMR–Távlatok, Budapest, 2021